# Ceratina
Ceratina is een geslacht van vliesvleugelige insecten uit de familie bijen en hommels (Apidae).

## Soorten
Deze lijst van 337 stuks is mogelijk niet compleet.
- C. abdominalis (H. S. Smith, 1907)
- C. acantha (Provancher, 1895)
- C. accusator (Cockerell, 1919)
- C. acuta (Friese, 1896)
- C. aeneiceps (Friese, 1917)
- C. aenescens (Friese, 1917)
- C. aereola (Vachal, 1903)
- C. ahngeri (Kokujev, 1905)
- C. alberti (Cockerell, 1937)
- C. albopicta (Cockerell, 1937)
- C. albosticta (Cockerell, 1931)
- C. alexandrae (Baker, 2002)
- C. aliceae (Cockerell, 1937)
- C. aloes (Cockerell, 1932)
- C. allodapoides (Strand, 1912)
- C. apacheorum (Daly, 1973)
- C. arabiae (Daly, 1983)
- C. arizonensis (Cockerell, 1898)
- C. armata (Smith, 1854)
- C. aspera (Schrottky, 1902)
- C. asunciana (Strand, 1910)
- C. asuncionis (Strand, 1910)
- C. atopura (Cockerell, 1937)
- C. atra (Friese, 1917)
- C. atrata (H. S. Smith, 1907)
- C. augochloroides (Ducke, 1911)
- C. auriviridis (H. S. Smith, 1907)
- C. australensis (Perkins, 1912)
- C. azteca (Cresson, 1878)
- C. azurea (Benoist, 1955)
- C. bakeri (H. S. Smith, 1907)
- C. ballotae (Eardley & Daly, 2007)
- C. barbarae (Eardley & Daly, 2007)
- C. beata (Cameron, 1897)
- C. belizensis (Baker, 1907)
- C. benguetensis (Cockerell, 1916)
- C. bhawani (Bingham, 1908)
- C. bicolorata (Smith, 1879)
- C. bicuneata (Cockerell, 1918)
- C. biguttulata (Moure, 1941)
- C. bilobata (Cockerell, 1937)
- C. binghami (Cockerell, 1908)
- C. bipes (Cockerell, 1920)
- C. bispinosa (Handlirsch, 1889)
- C. boninensis (Yasumatsu, 1955)
- C. bowringi (Baker, 2002)
- C. braunsi (Eardley & Daly, 2007)
- C. braunsiana (Friese, 1905)
- C. breviceps (Michener, 1954)
- C. bryanti (Cockerell, 1919)
- C. buscki (Cockerell, 1919)
- C. calcarata (Robertson, 1900)
- C. callosa (Fabricius, 1794)
- C. canarensis (Cockerell, 1919)
- C. capitosa (Smith, 1879)
- C. carinifrons (Baker, 2002)
- C. catamarcensis (Schrottky, 1907)
- C. citrinifrons (Cockerell, 1937)
- C. citriphila (Cockerell, 1935)
- C. cladura (Cockerell, 1919)
- C. claripennis (Friese, 1917)
- C. cobaltina (Cresson, 1878)
- C. cockerelli (H. S. Smith, 1907)
- C. cognata (Smith, 1879)
- C. collusor (Cockerell, 1919)
- C. combinata (Friese, 1910)
- C. compacta (Smith, 1879)
- C. congoensis (Meunier, 1890)
- C. coptica (Baker, 2002)
- C. corinna (Nurse, 1904)
- C. correntina (Schrottky, 1907)
- C. cosmiocephala (Cameron, 1908)
- C. crassiceps (Friese, 1925)
- C. crewi (Cockerell, 1903)
- C. cucurbitina (Rossi, 1792)
- C. cupreiventris (Smith, 1879)
- C. cuprifrons (Strand, 1910)
- C. cyanea (Kirby, 1802)

Blauwe ertsbij
- C. cyanicollis (Schrottky, 1902)
- C. cyaniventris (Cresson, 1865)
- C. cyanura (Cockerell, 1918)
- C. cypriaca (Mavromoustakis, 1954)
- C. chalcea (Spinola, 1841)
- C. chalcites (Germar, 1839)
- C. chalybea (Chevrier, 1872)
- C. chinensis (Wu, 1963)
- C. chloris (Fabricius, 1804)
- C. christellae (Terzo, 1998)
- C. chrysocephala (Cockerell, 1912)
- C. chrysomalla (Gerstäcker, 1869)
- C. dalyi (Terzo, 1998)
- C. dallatorreana (Friese, 1896)
- C. daressalamica (Strand, 1912)
- C. darwini (Friese, 1910)
- C. demotica (Baker, 2002)
- C. denesi (Terzo, 1998)
- C. dentipes (Friese, 1914)
- C. dentiventris (Gerstäcker, 1869)
- C. diligens (Smith, 1879)
- C. diloloensis (Cockerell, 1932)
- C. dimidiata (Friese, 1910)
- C. diodonta (H. S. Smith, 1907)
- C. duckei (Friese, 1910)
- C. dupla (Say, 1837)
- C. eburneopicta (Cockerell, 1911)
- C. ecuadoria (Friese, 1917)
- C. egeria (Nurse, 1904)
- C. electron (Cockerell, 1937)
- C. elisabethae (Cockerell, 1937)
- C. emeiensis (Wu, 2000)
- C. emigrata (Cockerell, 1924)
- C. ericia (Vachal, 1903)
- C. esakii (Yasumatsu & Hirashima, 1969)
- C. excavata (Cockerell, 1937)
- C. eximia (Smith, 1862)
- C. fastigiata (Fox, 1896)
- C. ferghanica (Morawitz, 1875)
- C. flavipes (Smith, 1879)
- C. flavolateralis (Cockerell, 1916)
- C. flavopicta (Smith, 1858)
- C. flavovaria (Gussakovsky, 1933)
- C. foveifera (Strand, 1912)
- C. fuliginosa (Cockerell, 1916)
- C. fulvitarsis (Friese, 1925)
- C. fulvofasciata (Ducke, 1908)
- C. fumipennis (Friese, 1917)
- C. glossata (Michener, 1954)
- C. gnoma (Eardley & Daly, 2007)
- C. gomphrenae (Schrottky, 1909)
- C. gossypii (Schrottky, 1907)
- C. gravidula (Gerstäcker, 1869)
- C. guarnacciana (Genaro, 1998)
- C. guineae (Strand, 1912)
- C. hakkarica (Kocourek, 1998)
- C. haladai (Terzo & Rasmont, 2004)
- C. hexae (Eardley & Daly, 2007)
- C. hieratica (Baker, 2002)
- C. hieroglyphica (Smith, 1854)
- C. huberi (Friese, 1910)
- C. humilior (Cockerell, 1916)
- C. hurdi (Daly, 1973)
- C. ignara (Cresson, 1878)
- C. immaculata (Friese, 1910)
- C. incognita (Bingham, 1898)
- C. indica (Hirashima, 1969)
- C. inermis (Friese, 1905)
- C. ino (Nurse, 1904)
- C. interrupta (Alfken, 1926)
- C. itzarum (Cockerell, 1931)
- C. iwatai (Yasumatsu, 1936)
- C. jacobsoni (van der Vecht, 1952)
- C. japonica (Cockerell, 1911)
- C. jejuensis (S. Lee, 2005)
- C. kosemponis (Strand, 1913)
- C. kraussi (Michener, 1954)
- C. labrosa (Friese, 1905)
- C. laevifrons (Morawitz, 1895)
- C. laeviuscula (Wu, 1963)
- C. langenburgiae (Strand, 1912)
- C. langi (Cockerell, 1934)
- C. lativentris (Friese, 1905)
- C. lehmanni (Friese, 1910)
- C. liberica (Cockerell, 1937)
- C. lieftincki (van der Vecht, 1952)
- C. liliputana (Cockerell, 1932)
- C. lineola (Vachal, 1903)
- C. litoraria (van der Vecht, 1952)
- C. loa (Strand, 1912)
- C. loewi (Gerstäcker, 1869)
- C. longiceps (Smith, 1879)
- C. loquata (Nurse, 1902)
- C. lucidula (Smith, 1854)
- C. lucifera (Cockerell, 1934)

- C. ludwigsi (Strand, 1914)
- C. lunata (Friese, 1905)
- C. maai (Shiokawa & Hirashima, 1982)
- C. macrocephala (Friese, 1911)
- C. maculifrons (Smith, 1854)
- C. madecassa (Friese, 1900)
- C. maghrebensis (Daly, 1983)
- C. malindiae (Daly, 1988)
- C. mandibularis (Friese, 1896)
- C. manni (Cockerell, 1912)
- C. marginata (Baker, 1907)
- C. mariannensis (Yasumatsu, 1939)
- C. mauritanica (Lepeletier, 1841)
- C. megastigmata (Yasumatsu & Hirashima, 1969)
- C. melanochroa (Moure, 1941)
- C. melanoptera (Cockerell, 1924)
- C. metaria (Cockerell, 1920)
- C. mexicana (Cresson, 1878)
- C. micheneri (Daly, 1973)
- C. minima (Friese, 1909)
- C. minuta (Friese, 1905)
- C. mocsaryi (Friese, 1896)
- C. moderata (Cameron, 1897)
- C. moerenhouti (Vachal, 1903)
- C. montana (Holmberg, 1886)
- C. morawitzi (Sickmann, 1894)
- C. moricei (Friese, 1899)
- C. morrensis (Strand, 1910)
- C. muelleri (Friese, 1910)
- C. muscatella (Nurse, 1902)
- C. namibensis (Eardley & Daly, 2007)
- C. nanula (Cockerell, 1897)
- C. nasalis (Friese, 1905)
- C. nasiinsignita (Strand, 1912)
- C. nativitatis (Cockerell, 1937)
- C. nautlana (Cockerell, 1897)
- C. neocallosa (Daly, 1983)
- C. neomexicana (Cockerell, 1901)
- C. nigerrima (Friese, 1909)
- C. nigra (Handlirsch, 1889)
- C. nigriceps (Friese, 1905)
- C. nigrita (Ashmead, 1900)
- C. nigritula (Michener, 1954)
- C. nigriventris (Friese, 1917)
- C. nigroaenea (Gerstäcker, 1869)
- C. nigrolabiata (Friese, 1896)
- C. nigrolateralis (Cockerell, 1916)
- C. nilotica (Cockerell, 1937)
- C. nitidella (Cockerell, 1937)
- C. nyassensis (Strand, 1912)
- C. obtusicauda (Cockerell, 1919)
- C. okinawana (Matsumura & Uchida, 1926)
- C. opaca (Friese, 1905)
- C. oxalidis (Schrottky, 1907)
- C. pacifica (H. S. Smith, 1907)
- C. pacis (Cockerell, 1937)
- C. palauensis (Yasumatsu, 1939)
- C. papuana (van der Vecht, 1952)
- C. paraguayensis (Schrottky, 1907)
- C. parignara (Cockerell, 1931)
- C. parvula (Smith, 1854)
- C. paulyi (Daly, 1988)
- C. pembana (Cockerell, 1935)
- C. penicillata (Friese, 1905)
- C. penicilligera (Strand, 1912)
- C. perforatrix (Smith, 1879)
- C. perpolita (Cockerell, 1937)
- C. personata (Friese, 1905)
- C. picta (Smith, 1854)
- C. pictifrons (Smith, 1861)
- C. piracicabana (Schrottky, 1911)
- C. placida (Smith, 1862)
- C. polita (Friese, 1902)
- C. politifrons (Cockerell, 1937)
- C. popovi (Wu, 1963)
- C. propinqua (Cameron, 1897)
- C. pubescens (Smith, 1879)
- C. pulchripes (Shiokawa, 2002)
- C. punctigena (van der Vecht, 1952)

Ceratina punctigena (Cockerell)
- C. punctiventris (Friese, 1910)
- C. punctulata (Spinola, 1841)
- C. quadripunctata (Wu, 2000)
- C. quinquemaculata (Cockerell, 1912)
- C. rasmonti (Terzo, 1998)
- C. rectangulifera (Schwarz & Michener, 1954)
- C. regalis (Cockerell, 1912)
- C. rhodura (Cockerell, 1937)
- C. richardsoniae (Schrottky, 1909)
- C. ridleyi (Cockerell, 1910)
- C. roseoviridis (Cockerell, 1937)
- C. rossi (Daly, 1988)
- C. rothschildiana (Vachal, 1909)
- C. rotundiceps (Smith, 1879)
- C. rufigastra (Cockerell, 1937)
- C. rufipes (Hirashima, 1969)
- C. rugifrons (Smith, 1879)
- C. rugosissima (Cockerell, 1932)
- C. rupestris (Holmberg, 1884)
- C. ruwenzorica (Cockerell, 1937)
- C. sakagamii (Terzo, 1998)
- C. samburuensis (Cockerell, 1910)
- C. satoi (Yasumatsu, 1936)
- C. saundersi (Daly, 1983)
- C. sauteri (Strand, 1913)
- C. sclerops (Schrottky, 1907)
- C. sculpturata (Smith, 1858)
- C. schwarzi (Kocourek, 1998)
- C. schwarziana (Terzo, 1998)
- C. senegalensis (Strand, 1912)
- C. sequoiae (Michener, 1936)
- C. sericea (Friese, 1910)
- C. shinnersi (Daly, 1973)
- C. simillima (Smith, 1854)
- C. smaragdula (Fabricius, 1787)
- C. speculifrons (Cockerell, 1920)
- C. speculina (Cockerell, 1937)
- C. spilota (Cockerell, 1932)
- C. stilbonota (Moure, 1941)
- C. strenua (Smith, 1879)
- C. stuckenbergi (Eardley & Daly, 2007)
- C. subquadrata (Smith, 1854)
- C. subscintilla (Cockerell, 1937)
- C. tabescens (Cockerell, 1912)
- C. taborae (Strand, 1912)
- C. takasagona (Shiokawa & Hirashima, 1982)
- C. tanganyicensis (Strand, 1911)
- C. tantilla (Moure, 1941)
- C. tarsata (Morawitz, 1872)
- C. tehuacana (Strand, 1919)
- C. tejonensis (Cresson, 1864)
- C. tenkeana (Cockerell, 1937)
- C. teunisseni (Terzo & Rasmont, 1997)
- C. texana (Daly, 1973)
- C. tibialis (Morawitz, 1895)
- C. timberlakei (Daly, 1973)
- C. titusi (Cockerell, 1903)
- C. triangulifera (Cockerell, 1914)
- C. tricolor (Michener, 1954)
- C. trimaculata (Friese, 1917)
- C. tropica (Crawford, 1910)
- C. tropidura (Moure, 1941)
- C. truncata (Friese, 1905)
- C. turgida (Moure, 1941)
- C. unicolor (Friese, 1911)
- C. unimaculata (Smith, 1879)
- C. vechti (Baker, 1997)
- C. verhoeffi (Terzo & Rasmont, 1997)
- C. vernoniae (Schrottky, 1920)
- C. virescens (Friese, 1910)
- C. viridicincta (Cockerell, 1931)
- C. viridifrons (Cockerell, 1934)
- C. viridis (Guérin-Méneville, 1844)
- C. wagneri (Friese, 1910)
- C. waini (Shiokawa & Sakagami, 1969)
- C. warnckei (Terzo, 1998)
- C. whiteheadi (Eardley & Daly, 2007)
- C. xanthocera (Moure, 1941)
- C. xanthostoma (Cockerell, 1912)
- C. yasumatsui (Hirashima, 1971)
- C. yucatanica (Cockerell, 1931)
- C. zandeni (Terzo, 1998)
- C. zebra (Friese, 1921)
- C. zeteki (Cockerell, 1934)
- C. zwakhalsi (Terzo & Rasmont, 1997)